# Mitteleschenbach
Mitteleschenbach är en kommun och ort i Landkreis Ansbach i Regierungsbezirk Mittelfranken i förbundslandet Bayern i Tyskland.
Kommunen ingår i kommunalförbundet Wolframs-Eschenbach tillsammans med staden Wolframs-Eschenbach.